# تپه قور بچو آهنگران
تپه قور بچو آهنگران مربوط به دوره اشکانیان است و در شهرستان سلسله (الشتر)، بخش مرکزی، دهستان دوآب، روستای آهنگران سفلی واقع شده و این اثر در تاریخ ۷ اسفند ۱۳۸۶ با شمارهٔ ثبت ۲۱۳۸۹ به‌عنوان یکی از آثار ملی ایران به ثبت رسیده است.